# 藍色珊瑚礁 (單曲)
- 關於1980年的電影，請見「藍色珊瑚礁 (1980年電影)」。
- 關於其他同名作品，請見「藍色珊瑚礁」。

《藍色珊瑚礁》（日语：青い珊瑚礁），松田聖子的第2張單曲，1980年7月1日發行，Oricon公信榜最高排名第2位，發行超過60萬2千張。

## 收錄曲目
1. （3分38秒）
  - 作詞：三浦德子／作曲：小田裕一郎／編曲：大村雅朗
2. （3分01秒）
  - 作詞：三浦徳子／作曲：小田裕一郎／編曲：大村雅朗